# Xiangyang (socken i Kina, Inre Mongoliet, lat 43,31, long 123,68)
Xiangyang (kinesiska: 向阳, 向阳乡) är en socken i Kina. Den ligger i den autonoma regionen Inre Mongoliet, i den norra delen av landet, omkring 1 000 kilometer öster om regionhuvudstaden Hohhot.
Genomsnittlig årsnederbörd är 795 millimeter. Den regnigaste månaden är juli, med i genomsnitt 176 mm nederbörd, och den torraste är januari, med 8 mm nederbörd.